# Quận Colquitt, Georgia
Quận Colquitt là một quận trong tiểu bang Georgia, Hoa Kỳ. Quận lỵ đóng ở thành phố Moultrie 6. Theo điều tra dân số năm 2000 của Cục điều tra dân số Hoa Kỳ, quận có dân số 42.053 người 2. Năm 2007, ước tính dân số quận là 45.744 người.

## Thông tin nhân khẩu
Theo điều tra dân số 2 năm 2000, đã có 42.053 người, 15.495 hộ gia đình, và 11.063 gia đình sống trong quận. Mật độ dân số là 76 người cho mỗi dặm vuông (29/km ²). Có 17.554 đơn vị nhà ở với mật độ trung bình là 32 cho mỗi dặm vuông (12/km ²). Cơ cấu chủng tộc của dân cư quận này như sau 67,78% người da trắng, 23,47% da đen hay Mỹ gốc Phi, 0,29% người Mỹ bản xứ, 0,25% người châu Á, Thái Bình Dương 0,04%, 7,05% từ các chủng tộc khác, và 1,12% từ hai hoặc nhiều chủng tộc. 10,83% dân số là người Hispanic hay Latino thuộc chủng tộc nào.
Có 15.495 hộ, trong đó 34,60% có trẻ em dưới 18 tuổi sống chung với họ, 51,00% là các cặp vợ chồng sống với nhau, 15,50% có chủ hộ là nữ không có mặt chồng, và 28,60% là không lập gia đình. 24,90% của tất cả các hộ gia đình đã được tạo thành từ các cá nhân và 11,20% có người sống một mình 65 tuổi trở lên đã được người. Bình quân mỗi hộ là 2,63 và cỡ gia đình trung bình là 3,12.
Trong quận, độ tuổi dân số như sau 27,40% ở độ tuổi dưới 18, 10,30% 18-24, 28,00% 25-44, 21,40% 45-64, và 12,90% 65 tuổi trở lên. Tuổi trung bình là 34 năm. Cứ mỗi 100 nữ có 98,10 nam giới. Cứ mỗi 100 nữ 18 tuổi trở lên, đã có 95,50 nam giới.
Thu nhập trung bình cho một hộ gia đình trong quận đạt $ 28.539, và thu nhập trung bình cho một gia đình là $ 34,792. Nam giới có thu nhập trung bình $ 26.588 so với 20.155 $ cho phái nữ. Thu nhập trên đầu cho các quận đạt $ 14,457. Giới 16,10% gia đình và 19,80% dân số sống dưới mức nghèo khổ, trong đó có 25,70% những người dưới 18 tuổi và 19,60% có độ tuổi từ 65 trở lên.